# Bitwa pod Kobryniem (1920)
Bitwa pod Kobryniem (1920) – walki stoczone w dniach 11–23 września 1920 roku przez 4 Armię WP pod dowództwem generała Leonarda Skierskiego (11, 14, 15 i 16 Dywizje Piechoty) w rejonie Kobrynia nad Muchawcem i Kobrynką podczas wojny polsko-bolszewickiej.

## Sytuacja ogólna
Po zakończonych walkach nad Wisłą 4 Armia gen. L. Skierskiego została na przełomie sierpnia i września przerzucona z rejonu Łomży na wschód. Dywizje obsadziły front wzdłuż linii kolejowej Bielsk – Brześć – Włodawa. Dywizje obsadziły odcinki; 15 DP Kleszczele-Wysokie Litewskie, 14 DP od Wilamowicz do Brześcia, 11DP i 16 DP od Brześcia do Włodawy. W centrum odcinka 4 Armii przeciwnik miał 4 Armię (48, 57 DS i 17 DK), utworzoną w miejsce 4 Armii gen. A. Szuwajewa, internowanej w Prusach Wschodnich po walkach nad Wisłą. 4 Armia sowiecka mogła liczyć na wsparcie 19 i 55 DS, kończących koncentrację na tyłach Frontu Zachodniego. Na skrzydłach dywizji 4 Armii gen. Skierskiego były inne armie sowieckie. Przed 15 DP była 17 DS z 16 Armii broniącej Wołkowyska, a przed 16 DP w rejonie Włodawy 58 DS z 12 Armii. Po ściągnięciu posiłków z głębi Rosji bolszewicy uzyskali przewagę na tym odcinku frontu.

## Walki pod Kobryniem

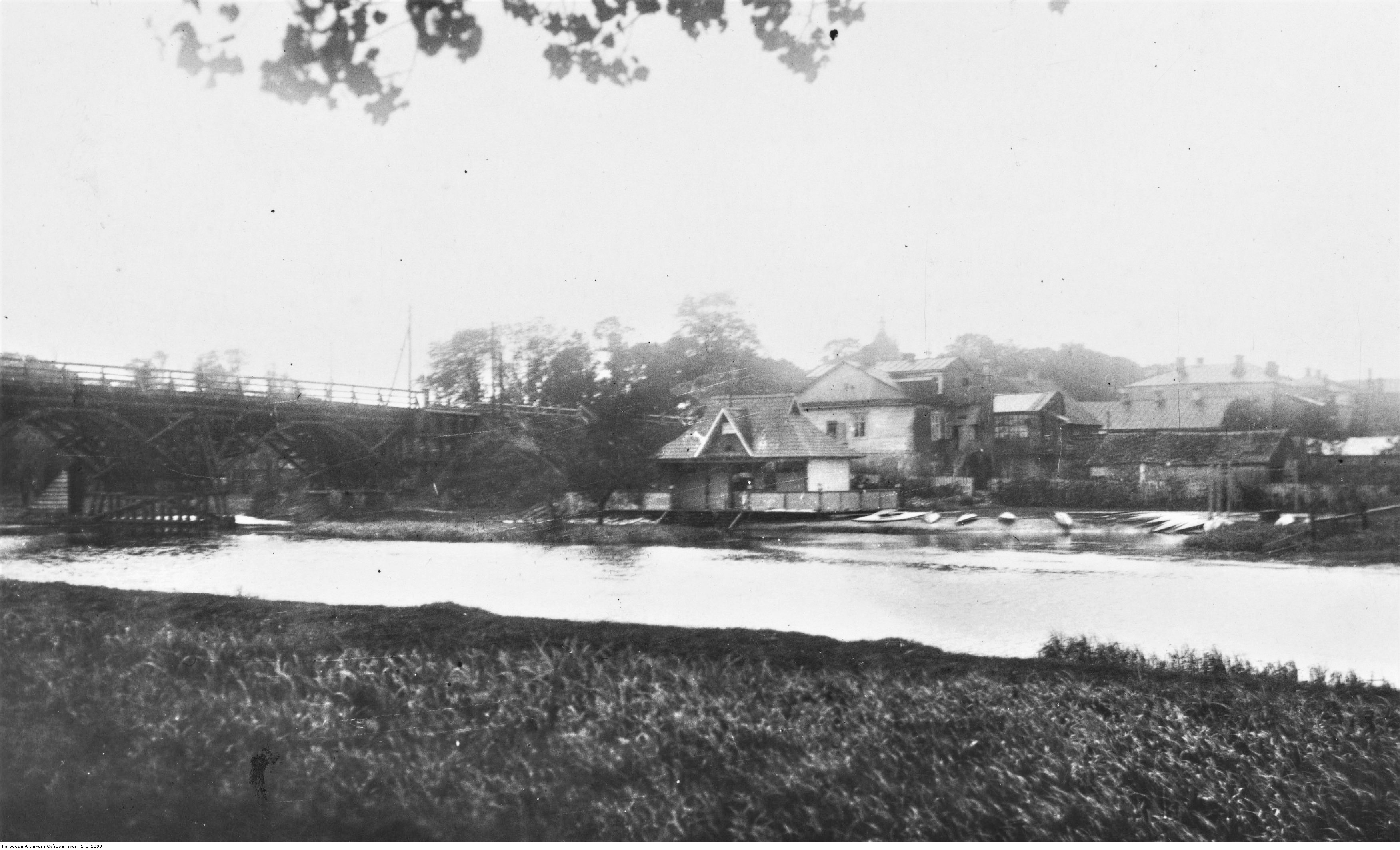
Kobryń – widok na most kolejowy na rzece Muchawiec

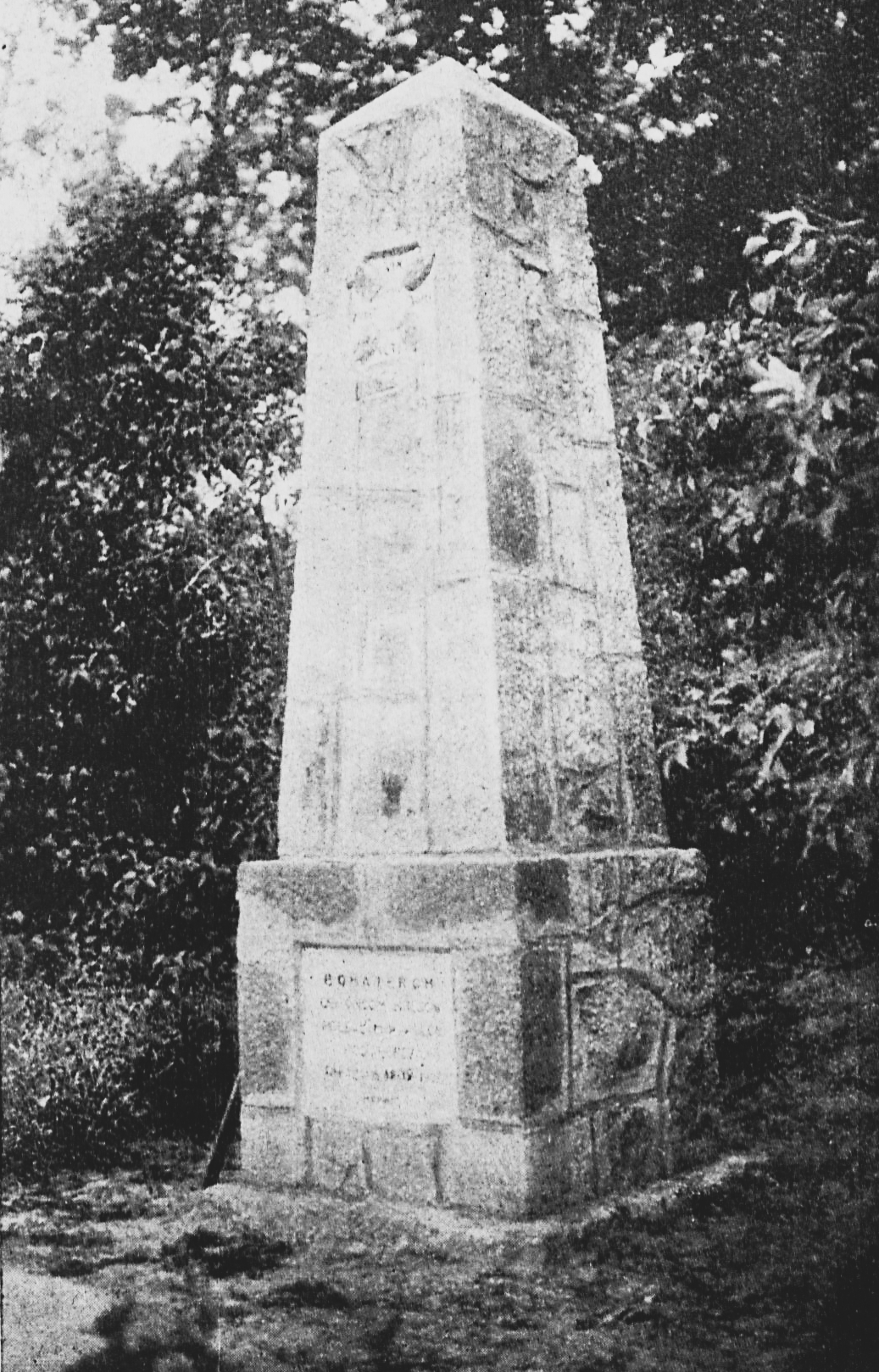
Pomnik żołnierzy poległych pod Kobryniem w 1920 roku

Gen. Skierski postanowił uprzedzić uderzenie sowieckie na Brześć. 14 DP nagłym wypadem 8 września opanowała Żabinkę, 11 DP ruszyła na Olchówkę i w nocy 10/11 września pod Mokranami zniszczyła doszczętnie duży sowiecki oddział ekspedycyjny z 12 Armii. 16 DP w walkach dotarła do miasta Małoryty.
11 września gen. Skierski rozkazał wykonać koncentryczne uderzenie na Kobryń. Od zachodu siłami 57 pp z 14 DP, od południa 47 i 48 pp z 11 DP. Po złamaniu obrony 57 DS, nocą 11/12 września pułki polskie wkroczyły do Kobrynia. Pod Kobryń przerzucono także 16 DP, która obsadziła obronę na Muchawcu. Rosjanie chcieli odbić Kobryń siłami 55, 57 i 19 DS. 15 września uderzyli w styk między 14 i 16 DP nad Muchawcem. W nocy 15/16 września zbudowali most na Muchawcu i przeprawili część sił 19 DS. O świcie natarcie sowieckie spadło na III batalion 57 pp. Mimo przewagi przeciwnika, pułk skutecznie hamował natarcie. Ciężkie walki trwały na odcinku 16 DP, atakowanej przez 57 DS i 17 DK. Oddziały polskie zostały odrzucone na zachód, ale 17 września odzyskano pozycje po ściągnięciu odwodów. W bitwach w dniach 16 i 17 września Polacy stracili ponad 500 poległych i rannych. Zginął dowódca 57 pp ppłk Arnold Szylling.
W celu odciągnięcia sił sowieckich spod Kobrynia, gen. Skierski wydał rozkaz zorganizowania wypadu na Prużanę. Zadanie to wykonała Grupa Operacyjna gen. Michała Milewskiego (części 32, 58 i 59 pp). Nocą 18/19 września zajęto Prużanę, jednak walki trwały w mieście do 22 września. Mimo wzmocnienia swoich sił przez sowietów, siłami 17 i 48 DS, Polacy utrzymali Prużanę, przy czym wzięli do niewoli ok. 2 tys. żołnierzy, 28 ckm i dużą ilość sprzętu.

## Bilans walk
W walkach o Kobryń i Prużanę sowiecka 4 Armia poniosła duże straty i zużyła większość amunicji. Została zmuszona do przejścia do obrony na linii Prużana – Horodec. Polacy, po ściągnięciu na Muchawiec 11 DP, przystąpili 22 września do forsowania rzeki. Przy wsparciu artylerii piechota forsowała rzekę w bród, opanowała okopy sowieckie i odrzuciła nieprzyjaciela na wschód. 24 września oddziały 16 DP zdobyły Horodec, sowiecka 4 Armia przystąpiła do odwrotu na Berezę Kartuską – Słuck.
Walki 4 Armii wywarły wpływ na wydarzenia na innych odcinkach frontu. Wycofanie 4 Armii sowieckiej usunęło zagrożenie Brześcia n/Bugiem i pozwoliło dowództwu Wojska Polskiego spokojnie zakończyć przygotowania do operacji niemeńskiej. Zaangażowanie sił 16 Armii sowieckiej pod Prużaną pozwoliło Grupie gen. Władysława Junga na natarcie na Wołkowysk. Jednocześnie walki pod Kobryniem zagroziły skrzydłu wojsk 12 Armii sowieckiej walczącej na Wołyniu.
Walki żołnierzy polskich pod Kobryniem zostały upamiętnione na Grobie Nieznanego Żołnierza w Warszawie napisem na jednej z tablic – w II RP i po 1990 r. – „KOBRYŃ 14 – 15 IX 1920”.